# Жан-Антоан дьо Кондорсе
Мари Жан-Антоан Никола дьо Карита, маркиз дьо Кондорсе (на френски: Marie Jean Antoine Nicolas de Caritat, marquis de Condorcet), известен като Никола дьо Кондорсе и също с титлата си маркиз дьо Кондорсе, е френски философ, математик и политик. Един от участниците във Френската революция, формулирали идеите на прогреса.

## Биография
Роден е на 17 септември 1743 година в Рибмон, Франция, в аристократично семейство.
Кариерата на Кондорсе започва като блестящ математик, но живият му интерес и принос към развитието и на множество други области го правят една от изтъкнатите личности на Просвещението. Той първи прилага математически идеи към най-различни други научни области. Протеже на издателя на Енциклопедията Жан Даламбер той сътрудничи на Дени Дидро, предостявяйки статии по математически анализ.
През 1774 г. се запознава с Жак Тюрго и двамата стават приятели. По препоръка на Тюрго, който става финансов министър, Кондорсе е назначен за генерален инспектор на монетния двор през 1774 и остава на поста до 1791 г.
През 1786 г. Кондорсе се жени за 22-годишната Софи де Груши, известна и като София де Кондорсе, която става редакторка на трудовете му. Двамата издават вестник и поддържат салон. Самата тя също пише (Lettres sur la Sympathie) и превежда.
В края на 80-те години на XVIII век Кондорсе започва активно да се занимава с политика. По време на Френската революция е избран първоначално за представител на своя район в Парижката комуна, а през октомври 1791 г. и за депутат от Законодателното събрание, като впоследствие става негов секретар. Не е ярък привърженик на никоя партия, но много от приятелите му са жирондинци. По време на Конвента участва в разработката на проект за жирондистка конституция, но скоро се дистанцира от жирондинците поради разногласията им. Обявява се против смъртната присъда на Луи XVI, като предлага да бъде заменена със заточение. Политическите му възгледи еволюират от подкрепа за конституционната монархия към подкрепа за демократична република, от защита на избирателен ценз, основан на собствеността, към всеобщо избирателно право.
Изказва се против проекта за конституция на монтанярите с памфлета „Aux citoyens français, sur la nouvelle constitution“ [Към френските граждани: За новата конституция] и по време на царството на терора е издадена заповед за неговия арест. Укрива се в течение на няколко месеца, като през това време пише най-известната си политическа работа Esquisse d’un tableau historique des progrès de l’esprit humain. Умира в затвора през март 1794 г., като остава неясно дали е убит или се самоубива.
През 1989 г. е погребан символично в Пантеона в Париж.

## Възгледи
През 1765 г. публикува първия си математически труд в областта на интегралното смятане, Essai sur le calcul intégral, който получава добри отзиви. Продължава писането на научни статии и на 25 февруари 1769 е избран за член на Френската академия на науките. Следват нови трудове по математически анализ, вероятности, статистика, физика, икономика и финанси. Работи заедно с Леонард Ойлер и Бенджамин Франклин и е избран за член на редица чуждестранни академии на науките.
След назначаването му в Монетния двор неговите интереси се насочват към философията и политиката. Интересува се от защитата на правата на човека и особено на правата на жените, евреите и негрите. Възприема новаторските идеи, нахлуващи от наскоро основаните Съединени американски щати и замисля реформи във Франция в областта на политиката, администрацията и икономиката. В последвалата серия от политически съчинения развива мисли за правото на всеки човек да разполага със своя умствен и физически труд, за свободна търговия с жито, за правилното възнаграждение на работниците, за реформа на криминалното правораздаване, за свобода на печата, отмяна на крепостното право и др. Изявен привърженик на школата на физиократите, той пише биографиите на Тюрго (Vie de M. Turgot, 1786) и Волтер (Vie de Voltaire, 1789).
Кондорсе първи прилага математически методи към обществените науки. През 1785 г. той публикува една от най-известните си статии „Опит за приложение на анализа към вероятността на решенията, получени с мнозинство на гласовете“ (на френски: Essai sur l’application de l’analyse à la probabilité des décisions rendues à la pluralité des voix), касаеща теория на вероятностите и избирателната система. В нея за първи път е изложен принципът на Кондорсе – алгоритъм за гласуване с отчитане на всички предпочитания, при който се избягват грешките на колективния избор, когато той е възможен по принцип. Там е описан и т.нар. парадокс на Кондорсе – такова разпределение на гласовете, при което не може да се излъчи победител. Тази работа на Кондорсе полага началото на цяло направление на математически изследвания в областите социология, психология, политика и икономика.
В своя труд „Изложение за прогреса на човешкия ум“ (Esquisse d'un tableau historique des progres de l'esprit humain, 1795) Кондорсе излага своето убеждение, че прогресът в бъдеще ще бъде неограничен на всички фронтове. Според него „...с напредъка на превантивната медицина ... средната продължителност на живота на човека ще се увеличи и ще му бъде гарантирано много по-здраво и силно физическо състояние“ и че „ще дойде момент... когато тираните и робите.. ще съществуват само в историята или на сцената“.